# Ivan Dias
Ivan Dias (ur. 14 kwietnia 1936 w Mumbaju, zm. 19 czerwca 2017 w Rzymie) – indyjski duchowny katolicki, dyplomata watykański, arcybiskup Bombaju, kardynał Kościoła rzymskokatolickiego, wysoki urzędnik Kurii Rzymskiej.

## Życiorys
Jego rodzice, Carlo Nazaro Dias i Maria Martins Dias, pochodzili z miasta Goa, które wówczas należało do Portugalii. Matka nauczyła go portugalskiego. Studiował w seminarium w Bombaju, w Bombaju także przyjął święcenia kapłańskie 8 grudnia 1958 z rąk kardynała Valeriana Graciasa (ówczesnego arcybiskupa Bombaju). Pracował jako duszpasterz w archidiecezji Bombaj, następnie kontynuował studia w Rzymie w latach 1961-1964; na Papieskim Uniwersytecie Laterańskim obronił doktorat z prawa kanonicznego, ukończył również watykańską szkołę dyplomatyczną - Papieską Akademię Duchowną. W 1964 został obdarzony tytułem papieskiego tajnego szambelana, w tym samym roku podjął pracę w służbie dyplomatycznej Stolicy Apostolskiej. Jako członek personelu Sekretariatu Stanu brał udział w przygotowaniach wizyty papieża Pawła VI na Międzynarodowym Kongresie Eucharystycznym w Bombaju. W latach 1965–1973 pełnił funkcję sekretarza w kilku nuncjaturach - w Danii, Szwecji, Norwegii, Islandii, Finlandii, Indonezji, Madagaskarze, Reunion, Komorach i Mauritiusie. Przez kolejne dziewięć lat był szefem sekcji Sekretariatu Stanu ds. ZSRR, krajów socjalistycznych (w tym Polski) oraz afrykańskich.
8 maja 1982 został mianowany pronuncjuszem w Ghanie, Togo i Beninie, z tytularną stolicą arcybiskupią Rusubisir; sakry biskupiej udzielił mu w Watykanie 19 czerwca 1982 kardynał Agostino Casaroli, sekretarz stanu. W czerwcu 1987 arcybiskup Dias został nuncjuszem w Korei, w październiku 1991 nuncjuszem w Albanii; w latach 1992-1996 pełnił funkcję administratora apostolskiego południowej Albanii. 8 listopada 1996 przeszedł na stolicę arcybiskupią Bombaju. Brał udział w sesjach Światowego Synodu Biskupów w Watykanie, na X sesji zwykłej Synodu jesienią 2001 był jednym z prezydentów-delegatów. Począwszy od 2000 był pomysłodawcą i inicjatorem stawiania pomników dzieciom – ofiarom aborcji.
21 lutego 2001 Jan Paweł II wyniósł go do godności kardynalskiej, nadając tytuł Spirito Santo alla Ferratella. W latach 2001–2011 był członkiem Rady Kardynalskiej ds. badania Ekonomicznych i Organizacyjnych Problemów Stolicy Świętej. W maju 2006 został mianowany prefektem Kongregacji Ewangelizowania Narodów w Kurii Rzymskiej, zastępując kardynała Crescenzio Sepe.
Nazwisko kardynała Diasa wymieniane było w gronie potencjalnych następców Jana Pawła II na konklawe 2005. Jego wieloletnia służba dyplomatyczna może być kluczem do wyjaśnienia, dlaczego ma poglądy zbliżone do watykańskich konserwatystów, nie zaś do reformatorów, którzy pojawili się w Kościele katolickim w Azji. Zna biegle portugalski, hindi, angielski, włoski, hiszpański i francuski.
10 maja 2011 w związku z osiągnięciem wieku emerytalnego (75 lat) papież przyjął rezygnację kardynała z pełnionego stanowiska. Jego następcą został abp Fernando Filoni.
Brał udział w konklawe 2013, które wybrało papieża Franciszka. 14 kwietnia 2016 skończył 80 lat i stracił prawo do udziału w konklawe.
Zmarł 19 czerwca 2017 w Rzymie.